# ماتيلدي دييث
ماتيلدي دييث (مدريد، 1818- مدريد، 16يناير 1883) كانت ممثلة مسرح إسبانية.

## سيرتها الذاتية
بدأت التمثيل في سن الثانية عشر فقط من خلال مسرحية اليتيمة من بروكسل والتي عُرضت في مسرح قادش. في عام 1834، تعاقد معها رجل المسرح خوان غريمالدي للعمل معها في مدريد، و حققت أول نجاح لها من خلال مسرحية كلوتيلد من تأليف فيديريكو سوليي.
في عام 1836، تزوجت من الممثل خوليان روميا ورُزقا بابنهما الأول ألفريدو في ديسمبر عام 1837. مثلا معًا العديد من المسرحيات في المسرح الإسباني مثل: غابرييلا دي بيل إيل أو أول عرض لمسرحية من تأليف ويليام شكسبير مُترجمة مباشرة من الإنجليزية: ماكبيث، عام 1883 في مسرح الأمير. لكن زواجهما كان بعيدًا عن الاستقرار، وقضيا السنوات التالية منفصلين.
وبوصفها واحدة من أبرز الممثلات الإسبانية في تلك الفترة، تألقت في عشرات العروض المسرحية مثل: كاتالينا هوارد، عشاق ترويل، السيدة الشبح، بين الحمقي تدور اللعبة، حب الأم، عواصف القلب، ضفيرة شعرها أو المربية.
بين عامي 1853 و1858 انتقلت إلى أمريكا، وحققت نجاحات جديدة في مدينة المكسيك وهافانا. وفي السنوات الأخيرة من حياتها درست في المعهد الموسيقي والإلقاء في مدريد. من بين التكريمات العامة التي نالتها، أن الملكة إيزابيل الثانية عينتها أول ممثلة للبلاط.
تُوفيت في بداية عام 1883 ودُفنت في مقبرة سان نيكولاس. وبعد عام من إغلاق تلك المقبرة، نُقلت رفاتها إلى ضريح في مقبرة سان لورينثو وسان خوسيه في مدريد، حيث ترقد بجوار زوجها.